# Klahang
Klahang is een bestuurslaag in het regentschap Banyumas van de provincie Midden-Java, Indonesië. Klahang telt 3982 inwoners (volkstelling 2010).